# Hydrelia opedogramma
Hydrelia opedogramma är en fjärilsart som beskrevs av Louis Beethoven Prout 1926. Hydrelia opedogramma ingår i släktet Hydrelia och familjen mätare. Inga underarter finns listade i Catalogue of Life.